# Marc Porci Leca
'Porci Leca, probablement Marc de praenomen (llatí: Marcus Porcius Laeca) va ser un senador romà del segle i aC. Formava part de la gens Pòrcia, una gens romana d'origen plebeu.
Va ser un dels més destacats participants en la conspiració de Catilina. A casa seva es va fer una reunió de màxim nivell el novembre del 63 aC, en la qual van assistir tots els conspiradors.